# الرجل الذي لن يقف
الرجل الذي لن يقف فاز هذه الكتاب بجائزة روبي الدولية للكتاب لعام 2013 وهي رواية هجاء(ساخرة) من تأليف الكاتب الأمريكي جاكوب ام آبيل عام 2012. وبعد فترة قصيرة من هجمات 11 سبتمبر 2001 في الولايات المتحدة، يوضح لنا المؤلف ويقول"أنا أعلم اني اردت تأليف كتاب ازاء الردود الفعل العنيفة لتلك الأحداث. وقد استغرق مني ثلاث سنوات لإكماله... في ذلك الوقت، لم أكن أعتقد أنه سيتطلب مني ثماني سنوات أخرى للعثورعلى ناشر. اقتربت من ذلك عدة مرات ولكن بدا لي أن الناشريين الأمريكين يخشون أعمال المحتوى السياسي واعترف العديد منهم بذلك صراحة حتى أنهم طلبوا مني "تطهير الرواية" وازالة المواقف الهجومية. وفي عام 2012، فازت بجائزة دندي الدولية للكتاب وهي واحدة من أكثر الجوائزربحا في المملكة المتحدة لرواية غير منشورة لأول مرة ونشرتها دار كارجو للنشر"Cargo Publishing".
يشيرالعنوان إلى بطل الرواية وهوعالم نبات في منتصف العمر يدعى أرنولد برينكمان.يأخذ ابن اخيه إلى ملعب يانكي لمشاهدة مباراة البيسبول، يطلب من المشجعين خلال استراحة الشوط السابع النهوض من أجل غناء أغنية «الله يبارك أمريكا» تكريما لجنديا بروكس اللذين ماتا أثناء أداء الواجب. ظل أرنولد جالسًا، حيث كان أمرا حتميًا أن تجده كاميرات الملعب وقام الناقد ستيف دونوهيو بنشر وإظهار صورته على الشاشة الكبيرة للملعب من أجل أن يراها المشجعون وجميع المشاهدين من المنازل.يزيد أرنولد من جرمه ولا يحتمل الذي حصل فيقوم بإخراج لسانه ردًا عليهم.

## ملاحظة
1. ↑  See Talk Page for clarification of which song the man wouldn't stand for.